# Santa Magdalena de Pulpis
Santa Magdalena de Pulpis è un comune spagnolo situato nella comunità autonoma Valenciana.